# Materiali e discussioni per l’analisi dei testi classici
Materiali e discussioni per l'analisi dei testi classici (häufig abgekürzt zu MD; dt.: "Materialien und Diskussionen für die Analyse klassischer Texte") ist eine seit 1978 erscheinende italienische Fachzeitschrift auf dem Gebiet der Klassischen Philologie.
Die Zeitschrift dient als Forum für den Austausch über verschiedene methodologische Zugänge zur antiken Literatur zwischen historisch-philologischer Methode und moderner Literaturtheorie. Zugleich werden die Sprache der Kultur und die Formen und Techniken literarischer Kommunikation untersucht.
Die Zeitschrift wurde 1978 von einer Gruppe von Gelehrten um den alleinigen Herausgeber Gian Biagio Conte in Pisa  gegründet. Dieser wird jedoch durch einen internationalen wissenschaftlichen Beirat unterstützt. Ihm gehören an: Alessandro Barchiesi, Maurizio Bettini, Maria Grazia Bonnanno, Mario Citroni, Marco Fantuzzi, R. Elaine Fantham, Rolando Ferri, Philip Hardie, Richard L. Hunter, Mario Labate, Glenn W. Most, Michael D. Reeve, Gianpiero Rosati, Luigi Enrico Rossi, Richard John Tarrant. Veröffentlichungen sind peer-reviewed.
Die Zeitschrift erscheint halbjährlich bei Fabrizio Serra editore in Pisa (ISSN 0392-6338). Ab dem Heft 49, 2002 erscheint sie auch als Volltextausgabe in elektronischer Form online (ISSN 1724-1693 elettronico). Im Jahr 2009 ist ein Registerband für die Hefte 1, 1978 bis 60, 2008 erschienen.
Zur Zeitschrift gehört die von Maurizio Bettini und Gian Biagio Conte herausgegebene Biblioteca di ‘Materiali e discussioni per l'analisi dei testi classici’. Aufgenommen werden philologische und literaturwissenschaftliche Monographien, die zwar im methodologischen Zugang untereinander variieren können, jedoch eine angemessen problematisierte Analyse des in Frage stehenden Textes bieten und die Entwicklung von Instrumenten literaturwissenschaftlicher Interpretation fördern sollten. Bisher sind 20 Bände erschienen.